# Skeleton Skeletron
Skeleton Skeletron — шестой студийный альбом шведской рок-группы Tiamat, выпущенный в 1999 году.
После альбома A Deeper Kind of Slumber группа уменьшила присутствие готического рока в своей музыке, разбавив его различными атмосферными звуковыми эффектами и женским бэк-вокалом.
Название композиции № 1 также является названием официального сайта группы.

## Список композиций
1. Church of Tiamat (Церковь Тиамат)
2. Brighter Than The Sun (Ярче солнца)
3. Dust is Our Fare (Пыль — наша еда)
4. To Have and Have Not (Иметь и не иметь)
5. For Her Pleasure (Для её удольствия)
6. Diyala (Дияла)
7. Sympathy for the Devil (Сострадание к Дьяволу) — кавер Rolling Stones
8. Best Friend Money Can Buy (Лучший друг, которого можно купить за деньги)
9. As Long As You Are Mine (Пока ты моя)
10. Lucy (Люси)
11. Children of the Underworld (Дети подземного мира, трек присутствует только на диске, изданном в Японии)